# Темиртау
Темирта́у (каз. Теміртау / Temırtau) — город в Казахстане, расположенный в Карагандинской области. С 20 июля 1988 года в подчинении города значится посёлок Актау.

## Название
Название города переводится с казахского как «Железная гора». Градообразующим элементом является крупнейшее в Казахстане металлургическое производство АО «Qarmet».

## История
- 1905, 15 июня — первые 40 семей переселенцев по столыпинской реформе прибыли по дороге из Самары и осели на левобережье реки Нура в Акмолинском уезде Акмолинской области Российской империи. Поселение получило наименование Жаур, по названию сопки на противоположном берегу.[источник не указан 3226 дней]
- 1909 — посёлок Жаур[источник не указан 3226 дней] переименован в Самаркантский[3]. От слов «Самар» и «кант» (на казахском языке — сахар) произошло название места (Самара плюс сахар)[4][нет в источнике].
- 1911 — построены первая школа и больница.
- 1921 — посёлок под наименованием Самаркандский вошёл в состав Акмолинской губернии Киргизской АССР — автономной республики, образованной в 1920 году в составе РСФСР (после 1925 года — Казакская АССР в составе РСФСР).
- В конце 1920-х годов в этом районе побывала геологическая экспедиция во главе с известным казахстанским учёным-геологом Канышем Сатпаевым. Полезных ископаемых здесь не обнаружили, но в документах сделали следующее заключение: «Район посёлка Самаркандский, как бы самой природой предназначен для того, чтобы в будущем стать центром чёрной металлургии Казахстана». Это стало судьбоносным для истории города событием.
- 1928 — посёлок Самаркандский вошёл в состав Карагандинского района Акмолинского округа Казакской АССР — административно-территориальной единицы, образованного из частей Акмолинской и Семипалатинской губерний (после упразднения в конце 1930 года всех округов Казакской АССР и передачи районов в прямое подчинение республиканским властям, в 1931 году Карагандинский район был переименован в Тельманский район Казакской АССР).
- 1932 — посёлок Самаркандский вошёл в состав Тельманского района образованной 10 марта Карагандинской области Казакской АССР (с февраля 1936 года — Казахская АССР в составе РСФСР, а после декабря 1936 года — Казахская Советская Социалистическая Республика в составе Союза ССР).
- 1933 — для обеспечения развития Карагандинского угольного бассейна построен водоканал Самаркандский-Караганда.
- 1934, 10 февраля — из населённых пунктов Тельманского района, возникших на территории строительства государственного треста по эксплуатации Карагандинского каменноугольного бассейна, был образован город Караганда. Среди других населённых пунктов включённых в состав нового города был и посёлок Самаркандский, получивший новое название — посёлок Самарканд города Караганды.
- 1938 — произошло деление города Караганды на районы, первоначально их было образовано три: Ленинский (ныне является частью района им. Казыбек би), Сталинский и Кировский (ныне являются частью Октябрьского района) — посёлок Самарканд включён в состав Кировского района.
- 1939 — на реке Нура возведена дамба (20 метров в высоту, 300 метров в ширину). Началось заполнение новообразованного Самаркандского водохранилища, которое продолжалось до 1961 года.
- 1942 — запущена первая турбина Карагандинской ГРЭС. Строительство здания ГРЭС было начато в 1934 году.
- 1943 — начал работу завод синтетического каучука.
- 1944 — строящийся Казахский металлургический завод дал первую сталь. Плавка велась в мартеновской печи.
- 1945, 1 октября — из Кировского района Караганды был выделен рабочий посёлок Самарканд, который получил статус города и имя Темиртау.
- 1947—1949 — в лагере, обустроенном недалеко от города, содержатся японские военнопленные.
- 1950 — основан Карагандинский металлургический комбинат (КарМетКомбинат, КМК). Правительство СССР объявило о начале Всесоюзной ударной стройки, в город стало приезжать множество молодёжных ударных отрядов со всех концов Советского Союза, и даже из стран-союзников (в основном из Болгарии).
- 1959 — беспорядки и восстания среди рабочих, крайне недовольных плохими условиями труда, перебоями с поставкой воды, питания, товаров и т. п., вызванными многочисленными ошибками администрации. В результате столкновений с властями (по официальным данным) 16 рабочих убито, 27 — ранено, около 70 — арестовано и осуждено. Ранено также 28 милиционеров[5][нет в источнике].
- 1960 — доменная печь № 1 дала первую плавку чугуна.
- 1963 — на базе Карагандинского политехнического института и КарМетКомбината образован завод-ВТУЗ (ранее Карагандинский Металлургический Институт, ныне Карагандинский Индустриальный Университет).
- 1970-е — построен новый спорткомплекс, включающий в себя 50-метровый плавательный бассейн «Дельфин» (ныне «Жастар»), стадион на 15 000 мест и крытый ледовый дворец.
- 1971, январь — город награждён орденом Трудового Красного Знамени
- 1972 — открыт Дворец Культуры металлургов (ДКМ).
- 1974, апрель — открыт Памятник Воину у Вечного Огня, олицетворяющие подвиг темиртауских солдат, погибших в Великую Отечественную войну (автор — С. Б. Назарян).[6]
- 1978 — начал работу парк культуры и отдыха «Восток».
- 1984 — воздвигнут новый жилой комплекс — квартал «Зеница» (ныне 70 квартал), названный так в честь югославского города-побратима Зеница.
- 1992, 28 декабря — на пороге заводоуправления убит генеральный директор Карагандинского металлургического комбината А. Г. Свичинский. Убийство вызвало большой общественный резонанс, к убийцам применена исключительная мера наказания — расстрел.
- 1993, январь — в парке «Восток» открыт Зимний Сад.
- 1995 — КарМетКомбинат передан компании Ispat International, и стал именоваться Ispat-KarMet, далее — Mittal Steel Temirtau, и с 2007 года — ArcelorMittal Temirtau.
- 2000 — Темиртау отмечает 40-летие плавки чугуна.
- 2005 — празднование 60-летия города Темиртау.
- 2010 — празднование 50-летия Казахстанской Магнитки, приезд Президента Республики Казахстан Н. А. Назарбаева[7].
- 2011 — построен и открыт музей Первого Президента. Он представляет собой трёхуровневое здание, имеет диаметр 48 м, высоту — 15,59 м, общая площадь всех помещений — 4526 кв. м.
- 2013 — Закрыт трамвайный маршрут № 2 и произведён демонтаж рельсов.
- 2023 — Президентом было принято решение о прекращении сотрудничества с «АрселорМиттал Темиртау». Компания была выкуплена Андреем Лаврентьевым и переименована в АО «Qarmet»[8].
- 2024 — Начаты работы по замене трамвайных рельс. Трамвайные маршруты на время ремонта были закрыты.

## Население
| Численность населения Темиртау | Численность населения Темиртау | Численность населения Темиртау | Численность населения Темиртау | Численность населения Темиртау | Численность населения Темиртау | Численность населения Темиртау | Численность населения Темиртау | Численность населения Темиртау |
| 1959                           | 1970                           | 1979                           | 1989                           | 1991                           | 1999                           | 2004                           | 2005                           | 2006                           |
| ------------------------------ | ------------------------------ | ------------------------------ | ------------------------------ | ------------------------------ | ------------------------------ | ------------------------------ | ------------------------------ | ------------------------------ |
| 76 725                         | ↗166 479                       | ↗213 026                       | ↘212 382                       | ↗213 100                       | ↘170 481                       | ↘159 812                       | ↘159 651                       | ↗161 314                       |
| 2007                           | 2008                           | 2009                           | 2010                           | 2011                           | 2012                           | 2013                           | 2014                           | 2015                           |
| ↗162 567                       | ↗163 357                       | ↗169 590                       | ↗170 903                       | ↗172 045                       | ↗173 729                       | ↗174 103                       | ↗175 628                       | ↗177 057                       |
| 2016                           | 2017                           | 2018                           | 2019                           |                                |                                |                                |                                |                                |
| ↗178 355                       | ↗178 624                       | ↗178 908                       | ↗179 229                       |                                |                                |                                |                                |                                |

На начало 2021 года, население города — 185 409 человек
Национальный состав (на начало 2021 года):
- русские — 96 228 чел. (51,90 %)
- казахи — 65 373 чел. (35,26 %)
- украинцы — 5873 чел. (3,16 %)
- немцы — 4020 чел. (2,16 %)
- татары — 3823 чел. (2,00 %)
- корейцы — 1641 чел. (0,88 %)
- белорусы — 1363 чел. (0,70 %)
- чеченцы — 919 чел. (0,47 %)
- греки — 719 чел. (0,40 %)
- азербайджанцы — 558 чел. (0,29 %)
- узбеки — 508 чел. (0,27 %)
- башкиры — 456 чел. (0,25 %)
- поляки — 406 чел. (0,22 %)
- молдаване — 331 чел. (0,18 %)
- мордва — 237 чел. (0,14 %)
- чуваши — 269 чел. (0,15 %)
- литовцы — 164 чел. (0,09 %)
- другие — 2512 чел. (1,35 %)
- Всего — 186 216 чел. (100,00 %)

## Культура

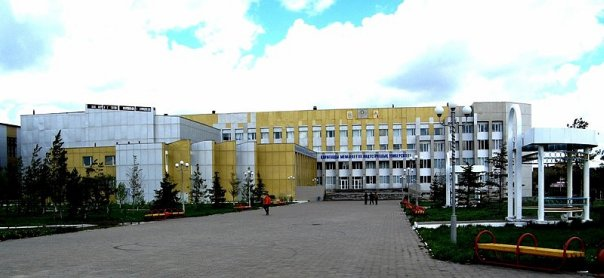
Карагандинский государственный индустриальный университет, новый корпус

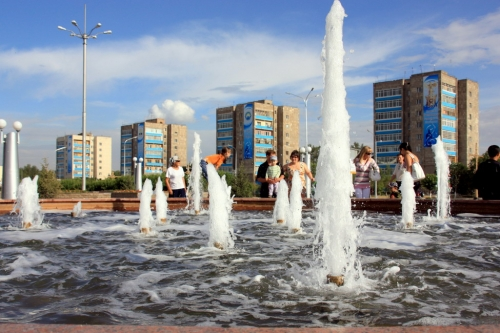
Новый фонтан на площади перед монументом металлургам, 2010 год.

Темиртау — город с богатой культурой, где развиваются профессиональные самодеятельные коллективы и ансамбли, известные далеко за пределами Казахстана.
Центром культурной жизни города является Городской дворец культуры, открытый 5 ноября 1972 года. Здание построено по типовому проекту советских архитекторов. Фасад здания украшают 8 масок, отражающих специалистов металлургического дела, а над фасадом концертного зала расположена необычная металлическая скульптура музы Мельпомены.
При ДК работает «множество» кружков и ансамблей для детей города; «образцовые»:
- вокальный ансамбль «Дарын»,
- вокально-хореографический ансамбль «Вдохновение»,
- хореографический ансамбль «Арабески»,
- хореографический ансамбль «Глория», а также
- хореографический ансамбль «Антрэ» (В ДЮЦе «Алем»).

В 1990 г. в городе Темиртау был создан хореографический ансамбль «Арабески». Коллектив является лауреатом городских, областных, республиканских, международных конкурсов.
В 1991 году при МЖК был создан вокально-хореографический ансамбль «Вдохновение». 1 октября 1998 года ансамблю было присвоено звание «Образцовый». Коллектив является многократным призёром и лауреатом конкурсов и фестивалей Казахстана, России, Украины, Германии, Турции, Австрии, Болгарии и т. д.
В 1998 году был образован хореографический ансамбль «Антрэ». В 10-летний юбилей ансамблю присвоено звание «Образцовый». Коллектив является призёром и лауреатом конкурсов и фестивалей Казахстана, России, Украины, Турции, Болгарии и т. д.
В 1999 году образован хореографический ансамбль «Глория», которому впоследствии было присвоено звание «Образцовый». Образцовый хореографический ансамбль «Глория» является лауреатом многих республиканских фестивалей, а также международных конкурсов в Москве, Сочи, Адлере, Аланьи (Турция), Киттене (Болгария), Солнечном (Абхазия).
В 2013 году была открыта первая студия по воздушно-спортивному эквилибру «Леди Вертиго». Студия является призёром и лауреатом конкурсов и международных чемпионатов Казахстана.

## Средства массовой информации

### Местное телевидение
- Телекомпания «TV-29»

### Цифровое и эфирное телевидение
- Пакет телеканалов DVB-T2 Первый мультиплекс Казахстана включает: 01 «Qazaqstan», 02 «Хабар», 03 «Хабар 24», 04 «Balapan», 05 «Kazakh TV», 06 «QazSport», 07 «Первый канал «Евразия»», 08 «Астана-ТВ», 09 «КТК», 10 «Мир» (Казахстан).
- Пакет телеканалов DVB-T2 Второй мультиплекс Казахстана включает: 11 «НТК», 12 «7 канал», 13 «31 канал», 14 «СТВ», 15 «Алматы-ТВ», 16 «ТАН», 17 «MuzLife», 18 «Gakku TV», 19 «Асыл Арна», 20 «MuzzOne», 21 «ТДК-42».
- Пакет телеканалов DVB-T2 Третий мультиплекс Казахстана включает: 22 «Жетісу», 23 «Новое телевидение», 24 «Твоё ТВ».

### Радиостанции
- «Юмор FM Казахстан» 102,0 FM
- «Ваше радио» 101,6 FM

## Экономика

### Промышленность
Город Темиртау является крупным промышленным и индустриальным центром Республики Казахстан. Объём производства промышленной продукции за 2009 год в стоимостном выражении составил 265,0 млрд тенге. Из них 86 % процентов принадлежит металлургическому гиганту «Qarmet» (Карагандинский металлургический комбинат).

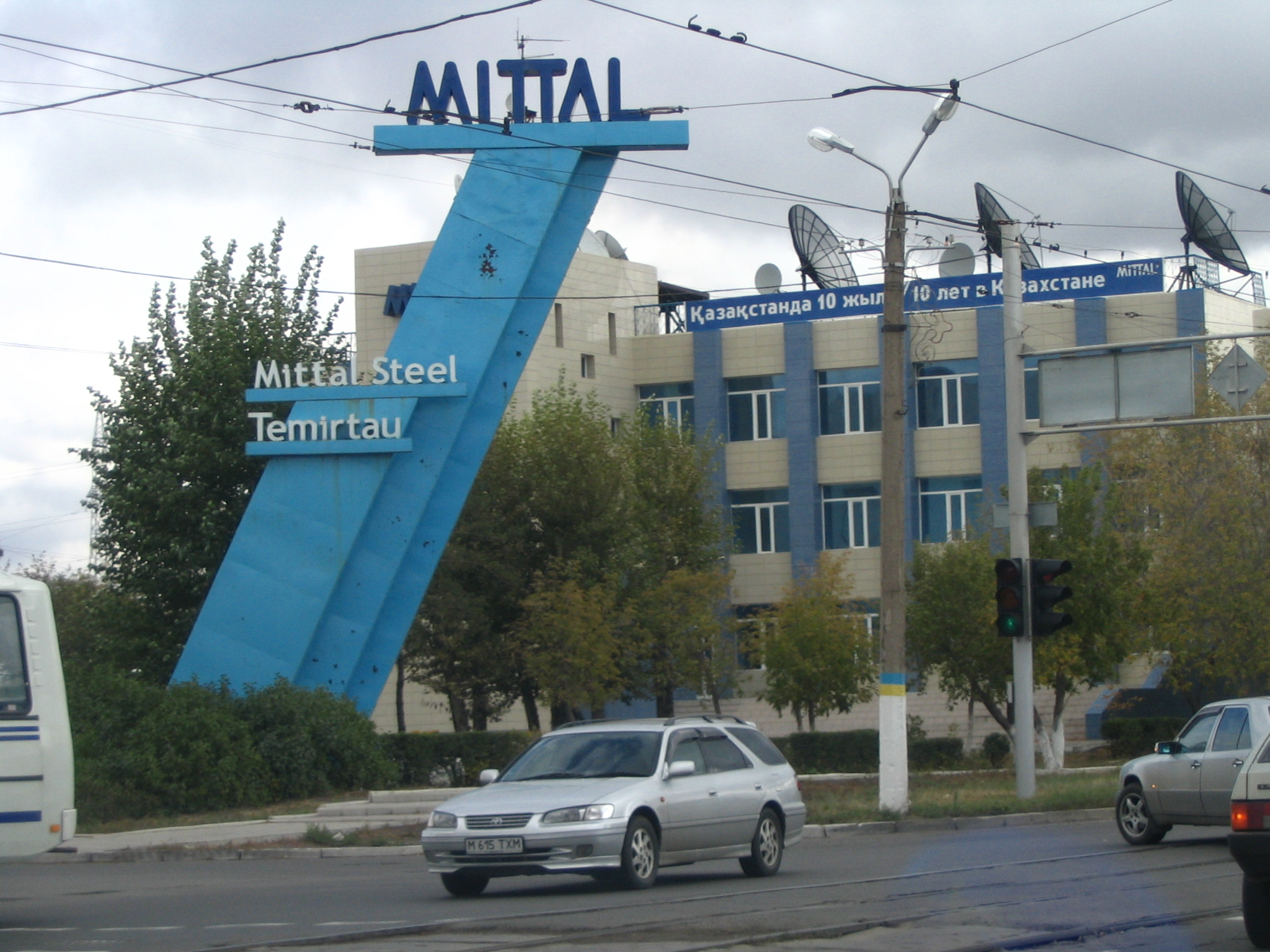
Международный пресс-центр Qarmet в Темиртау

Другими крупными и средними предприятиями города являются:
- ТОО «МИК-Т» — Управляющая компания, строительство, юридические услуги.
- АО «Central Asia Cement» (п. Актау) — выпуск цемента.
- АО «КЗАЦИ» (п. Актау) — выпуск асбестоцементных изделий.
- АО «ТЭМК» — выпуск извести, кислорода и углекислого газа в баллонах, карбида кальция, ферросиликомарганца.
- ТОО ЗПХ «Техол» — завод промышленных холодильников, выпуск металлоконструкций.
- ТОО «Экоминералс» — производство алюмосиликатных микросфер.
- ТОО «Темиртауский кирпич»
- ТОО «Bassel Group LLS» (Карагандинская ГРЭС-1, АПУП «Гефест») — производство электроэнергии (кроме того, производством электроэнергии занимаются ТЭЦ-ПВС и ТЭЦ-2)
- ДTOO «RenMilk» — предприятие молочной промышленности
- ТОО «Аян-М» — предприятие молочной промышленности.
- ОАО «Бидай-нан» — предприятие пищевой промышленности Банкрот с декабря 2018 года.

### Транспорт
Город Темиртау имеет развитую транспортную инфраструктуру. В городе работает несколько предприятий, обслуживающих около тридцати автобусных маршрутов, охватывающих весь город. В городе распространено маршрутное такси, обычное пассажирское такси представлено многочисленными фирмами.

#### Темиртауский трамвай

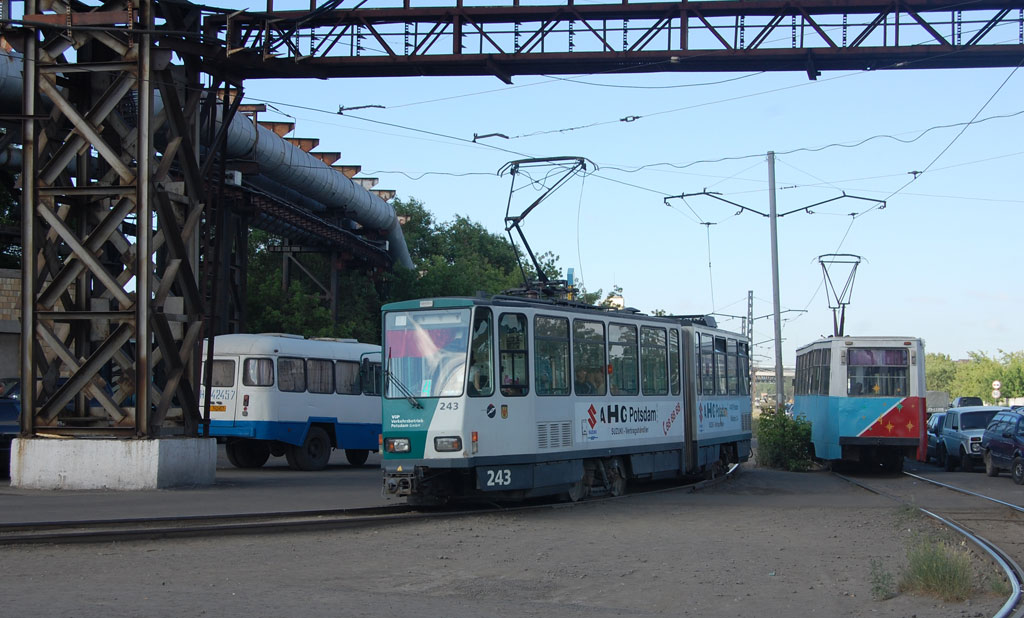
В кадре трамваи Темиртау до реконструкции 2023 года

Трамвайная сеть города Темиртау является одной из 3-х рабочих сетей в Казахстане. Она была открыта в 1959 году для лёгкой и дешёвой доставки рабочих на комбинат. Подвижной состав насчитывал около 37 вагонов, в том числе 12 чешских трамваев «Татра». На 2023 год работал единственный трамвайный маршрут № 4. Стоимость проезда: 50 тенге и бесплатно — для рабочих металлургического комбината. С 2023 году трамвайная система проходила полную реконструкцию.

#### Автобусные маршруты (стоимость проезда 100 тенге)[17]
| №  | Маршрут                                 |
| -- | --------------------------------------- |
| 3  | Правый берег — ЛПЦ № 2                  |
| 6  | 8-й микрорайон — Коксохим               |
| 7  | ЗАО «Трансагентство» — Конверторный цех |
| 8  | Автовокзал — ТЭЦ № 2                    |
| 10 | ТОО «TTS» — ЛПЦ № 2                     |
| 12 | 8 микрорайон — Коксохим                 |
| 14 | ТОО «TTS» — Цех обжига извести          |
| 15 | Правый берег — 8-й микрорайон           |
| 22 | 8-й микрорайон — Цех обжига извести     |
| 23 | 8-й микрорайон — Заводоуправление       |

#### Маршрутные такси
| №  | Маршрут                                 |
| -- | --------------------------------------- |
| 01 | ул. Отрадная — Квартал АБВ              |
| 03 | Автовокзал — Конвертерный цех           |
| 05 | 9а микрорайон — «Алтын Орда» ресторан   |
| 06 | ТОО «Трансагентство» — Заводоуправление |

## Главы города

### Первые секретари горкома
1. Разанцев В. 1948
2. Шепелев Василий Васильевич 1948—1955
3. Назаров Григорий Васильевич 1955—1959
4. Коркин Александр Гаврилович Июнь 1959
5. Катков Лазарь Михайлович Август 1959 год
6. Каменев Евгений Анатольевич 1968—1969
7. Давыдов Николай Григорьевич 1969—1973
8. Анохин Анатолий Михайлович 1973—1978
9. Иванов Александр Михайлович 1978—1979
10. Стринжа Виктор Матвеевич 1979—1987
11. Катышев Анатолий Николаевич 1987—1990
12. Базарбаев Аскар Ермурзаевич 1990—1991
13. Камалихин Николай Васильевич	1991
14. Шаяхметов, Жумабай

### Председатель оргкомитета исполкома облсовета/Председатель горисполкома
1. 1945 — октябрь 1947 Марденов Баки Марденович
2. октябрь—ноябрь 1947 Мацнева Евгения Фёдоровна
3. 1948 Мухамедьяров Карим Мухамедьярович
4. 1949—1950 Шаханов Ж. С.
5. 1951—1961 Мусалимов Гали Мусалимович
6. 1962—1963 Блинов Павел Семёнович
7. 1964—1971 Ермоленко Александр Григорьевич
8. 1972—1977 Бурлаков Александр Давыдович
9. 1977—1984 Бейсенов Саят Дюсембаевич
10. 1984—1985 Ильясов Ремкул Кошкумбаевич
11. 1985—1988 Сарекенов Кабидолла Зулкашевич
12. 1988—1990 Рахимов Багдат Мукашевич[18][19]

### Акимы
1. Мухамеджанов, Камалтин Ескендирович (1990 год — 1993 год)
2. Карабалин, Алий Алибаевич (июль 1993 года — октябрь 1996 года)
3. Жуманов, Николай Жетписович (23 января 1997 года — 16 июня 1997 года)
4. Досмагамбетов, Ерлан Султанович (июнь 1997года — сентябрь 1997 года)
5. Карабалин, Алий Алибаевич (сентябрь 1997 года — март 2001 года)
6. Ахметов, Серик Ныгметович (2001 год — 2003 год) #
7. Мусин, Балдырган Сергазинович (июль 2003 года — 2006 год)
8. Битебаев, Орал Шабалович (2006 год — 2010 года)
9. Султанов, Нуркен Ертаевич (2010 год — 2015 год)[20]
10. Ашимов, Галым Абиханович (2015 год — 2020 год)
11. Бегимов, Кайрат Баяндинович (2020 год — 2022 год)
12. Таурбеков, Ораз Кайсаевич (2022 год — 2024 год)[21]
13. Ашимов, Галым Абиханович с 18 сентября 2024[22]

## Религия
- Центральная мечеть им.Әлихан Бөкейхан
- Городская мечеть
- Храм в честь Святителя Николая архиепископа Мирликийского[23]
- Покровский храм[24]
- Приход св. Андрея Римско-Католической Церкви[25][26][27]

## Загрязнение воздуха
Согласно мировому рейтингу качества воздуха IQAir, казахстанские населенные пункты попадают в топ-10 самых загрязненных городов мира.
Исследования, проведенные CREA - (Center for Research on Energy and Clean Air), которые говорят о том, что завод ArcelorMittal в Темиртау, работавший с 1996 по 2023 год, привел к загрязнению воздуха, которое вызвало около 3000 смертей. А ущерб здоровью людей оценили в 4,2 миллиарда долларов США.

## Города-побратимы
У Темиртау 2 города-побратима:
- Зеница, Босния и Герцеговина
- Каменское, Украина